# Agnese Gallicchio
Agnese Gallicchio (Potenza, 16 agosto 1965) è una politica italiana, senatrice del Movimento 5 Stelle per la XVIII legislatura.

## Biografia
Alle elezioni politiche del 2018 viene eletta senatrice della XVIII legislatura della Repubblica Italiana nella circoscrizione Basilicata per il Movimento 5 Stelle. Al Senato è la prima firmataria del DDL AS 1070- "Modifiche al Codice di giustizia contabile, di cui al decreto legislativo 26 agosto 2016, n. 174, in materia di sentenze di condanna della Corte dei conti". Fa parte del direttivo del gruppo Movimento 5 Stelle ricopre il ruolo di Tesoriera.
Termina il proprio mandato parlamentare nell'autunno 2022.